# The ALFEE MEETS dance
『the ALFEE MEETS dance』（ジ・アルフィー・ミーツ・ダンス）は、THE ALFEEの楽曲をDave Rodgersがアレンジ・カヴァーしたアルバム。
DAVE RODGERS project名義で、Cutting edgeより、1995年9月27日発売。

## 概要
DAVE RODGERS本人、またはDOMINO、ROXANNE（ロリータの別名義）のボーカルでユーロビート調にカヴァーしたエイベックスのSUPER EUROBEATシリーズの傍系。
リリースから数年前に、エイベックスの代表である松浦勝人から「高見沢の作る楽曲をユーロビートにアレンジしたら素晴らしいものができるはず」と本作の企画案を対面時にそれとなく提示を受けたことから始まり、松浦の依頼を受けてロジャースが製作した『Baby Come Back』のデモテープの仕上がりに高見沢が感銘を受けたことで実現に至った。
製作にあたり、高見沢がトータルプロデュースを手掛けつつ、全曲にてギターソロパートも新たに収録するなど参加している。
発売当時のフライヤーやCDジャーナル等では、「こぶしを上げずに腰を振れ」というキャッチコピーが記載されていた。

## 収録曲
特記以外は歌詞訳：Brian Richy, Fausto Guio、編曲：Dave Rodgers、歌：Dave Rodgers, Domino & Roxanne
1. Mary Ann [4:58]
  - 歌詞訳：Brian Richy, Fausto Guio, Q.A.N.
2. Baby Come Back [5:02]
原曲は「星空のディスタンス」。タイトルはサビの歌詞から。
3. Sweet Little Cinerella [5:11]
原曲は「シンデレラは眠れない」。タイトルはサビの歌詞から。
4. Funky Dog [4:23]
5. Crimson Kiss [4:45]
原曲は「白夜 -byaku-ya-」。タイトルは歌詞中の「赤いルージュ」から。
ALFEEのライヴでもこのヴァージョンが演奏されることがある。
6. Promised Love [5:20]
7. Fleeting Love [4:34]
原曲は小泉今日子歌唱の『木枯しに抱かれて』(THE ALFEE歌唱のセルフカバー『木枯しに抱かれて…』は『サファイアの瞳』のカップリング、キーは小泉版と同じくヘ長調→ト長調)。
8. Flower Revolution [5:49]
9. Victory [5:26]
10. Sweat Tears [6:11]

## 品番
- CTCR-11011